# Palazzo Pitti-Mannelli
Palazzo Pitti-Mannelli è un edificio storico del centro di Firenze situato in via Maggio 2, con affaccio anche su piazza de' Frescobaldi, via Santo Spirito e via del Presto di San Martino.

## Storia e descrizione

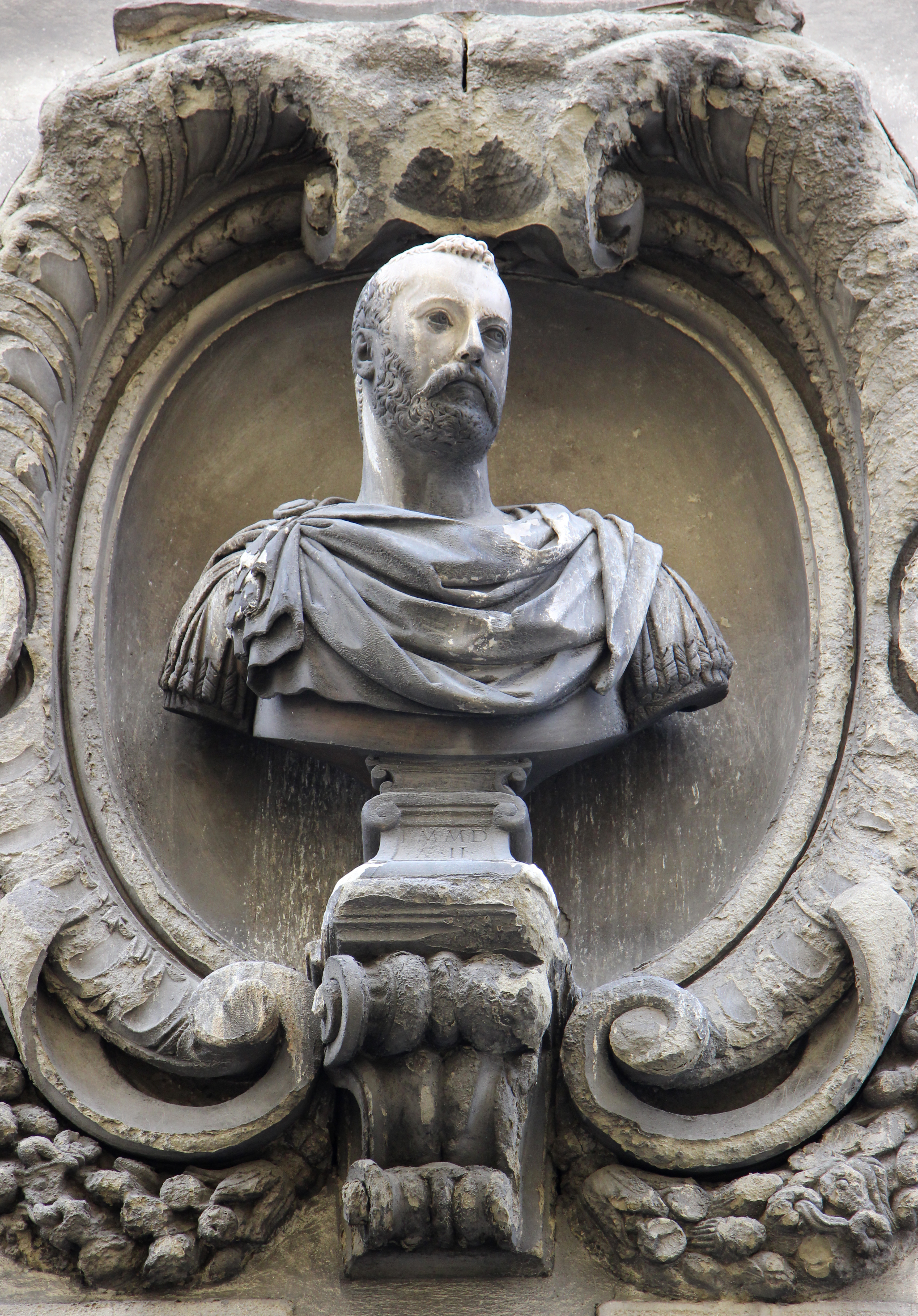
Il busto di Francesco I de' Medici

Il palazzo costituisce un compatto blocco sulle strade su cui si affaccia. La facciata, organizzata su quattro piani per quattro assi su via Maggio e due assi su via Santo Spirito, presenta al piano terreno un paramento a pietraforte a vista (con varie integrazioni) che si sviluppa fino al ricorso del primo piano, segnato da una regolare successione di arcate che restituiscono una dimensione databile tra Trecento e primi del Quattrocento. I grandi archi, parzialmente tamponati e ridimensionati, danno ora per lo più accesso a esercizi commerciali, mentre il portone, di forme cinquecentesche e tagliato all'interno di uno degli archi antichi, è collocato in corrispondenza del primo asse a sinistra su via Maggio. I tre piani superiori mostrano una finitura a intonaco (che a un certo punto della storia dell'edificio doveva interessare anche il terreno), su cui si allineano finestre con cornici ad arco in pietra, ugualmente ridimensionate. Al terreno sono una serie di ferri da cavallo a anello di pregevole fattura. 
Il fronte su via del Presto di San Martino si presenta intonacato, senza elementi di pregio, con finestre di diversa dimensione e diverso allineamento, a documentare le vicissitudini dell'edificio nel corso del tempo e la sua definizione tramite accorpamento di più antichi edifici. 
Sul fronte principale che guarda a via Maggio, al centro del primo piano, è una nicchia che contiene un grande busto che letteratura indica come raffigurante Cosimo I de' Medici, ma che appare piuttosto somigliante a Francesco I, opera attribuita a Baccio Bandinelli ma presumibilmente da ricondurre al suo allievo Giovanni Bandini (in pessime condizioni di conservazione, sia per quanto riguarda la cornice in pietra vistosamente erosa, sia per quanto concerne il busto in marmo pesantemente segnato da croste nere). 
Sotto al ricorso, ai lati del fronte, sono due scudi, a destra con l'arme della famiglia Pitti (fasciato ondato di nero e d'argento con in capo un lambello), a sinistra con una banda caricata di tre stelle. Quest'ultimo è indicato dalla letteratura come dei Mannelli, pur essendo l'arme di questa famiglia segnato da tre spade basse d'argento poste in banda e ordinate in sbarra. Per quanto sfugga la relazione, in realtà questo secondo stemma sembrerebbe riconducibile alla famiglia Ginori (d'azzurro, alla banda d'oro caricata di tre stelle a sei punte del campo, e accompagnata da un giglio d'oro nel cantone sinistro del capo), che in questa versione ricorderebbe la concessione di Renato d'Angiò a Antonio di Giuliano Ginori (e ai suoi discendenti), priore nel 1442, in occasione della visita a Firenze per incontrare il papa. Su via del Presto di San Martino è inoltre presente uno scudo con l'arme dei Pitti a definire la chiave di volta di un passo carraio (numero civico 11 rosso), tuttavia corrispondente alla parte tergale della casa che su via Maggio ha accesso al numero 4, a indicare molto probabilmente come a un certo punto della storia i due edifici siano stati di una stessa proprietà.

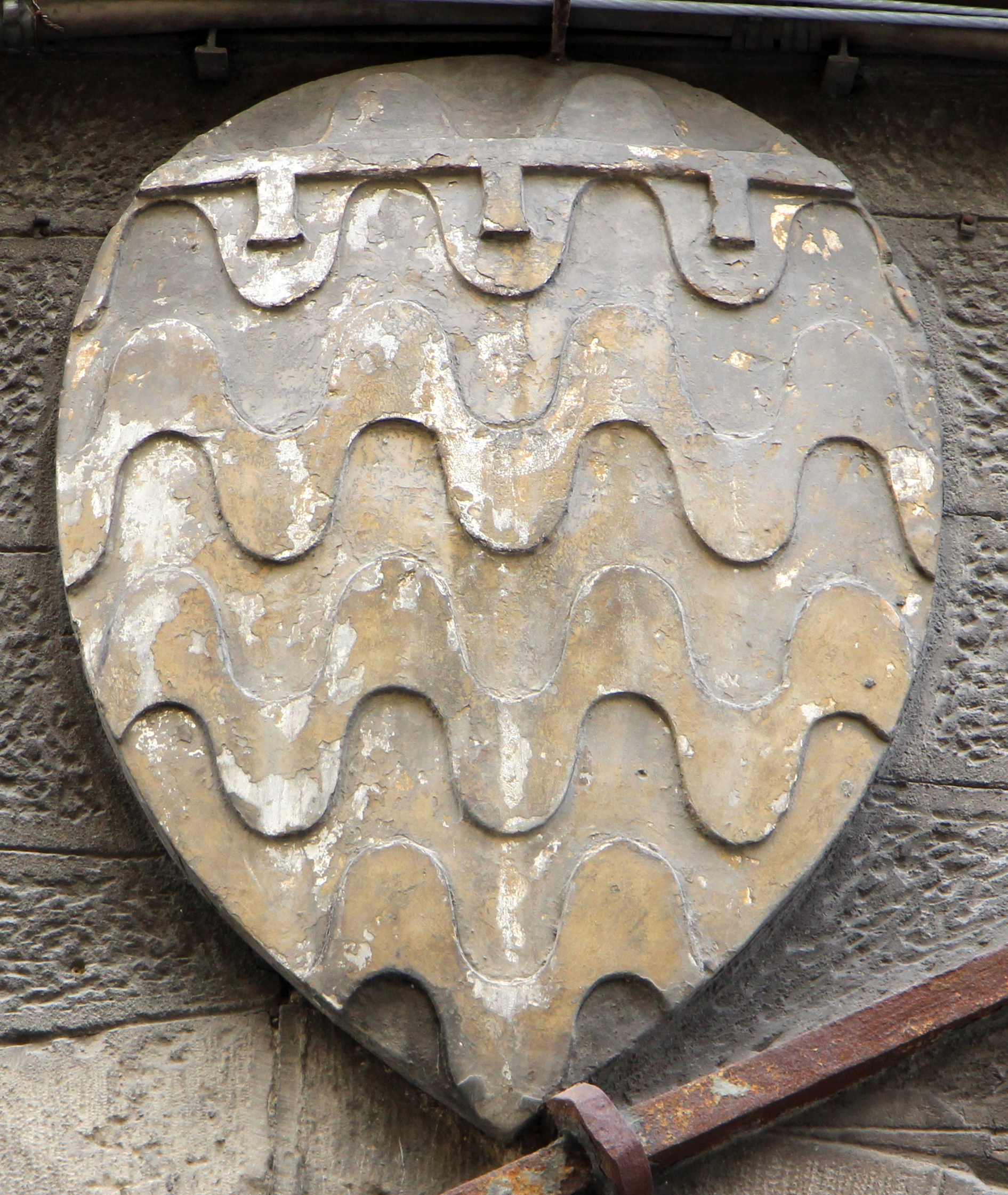
Stemma Pitti
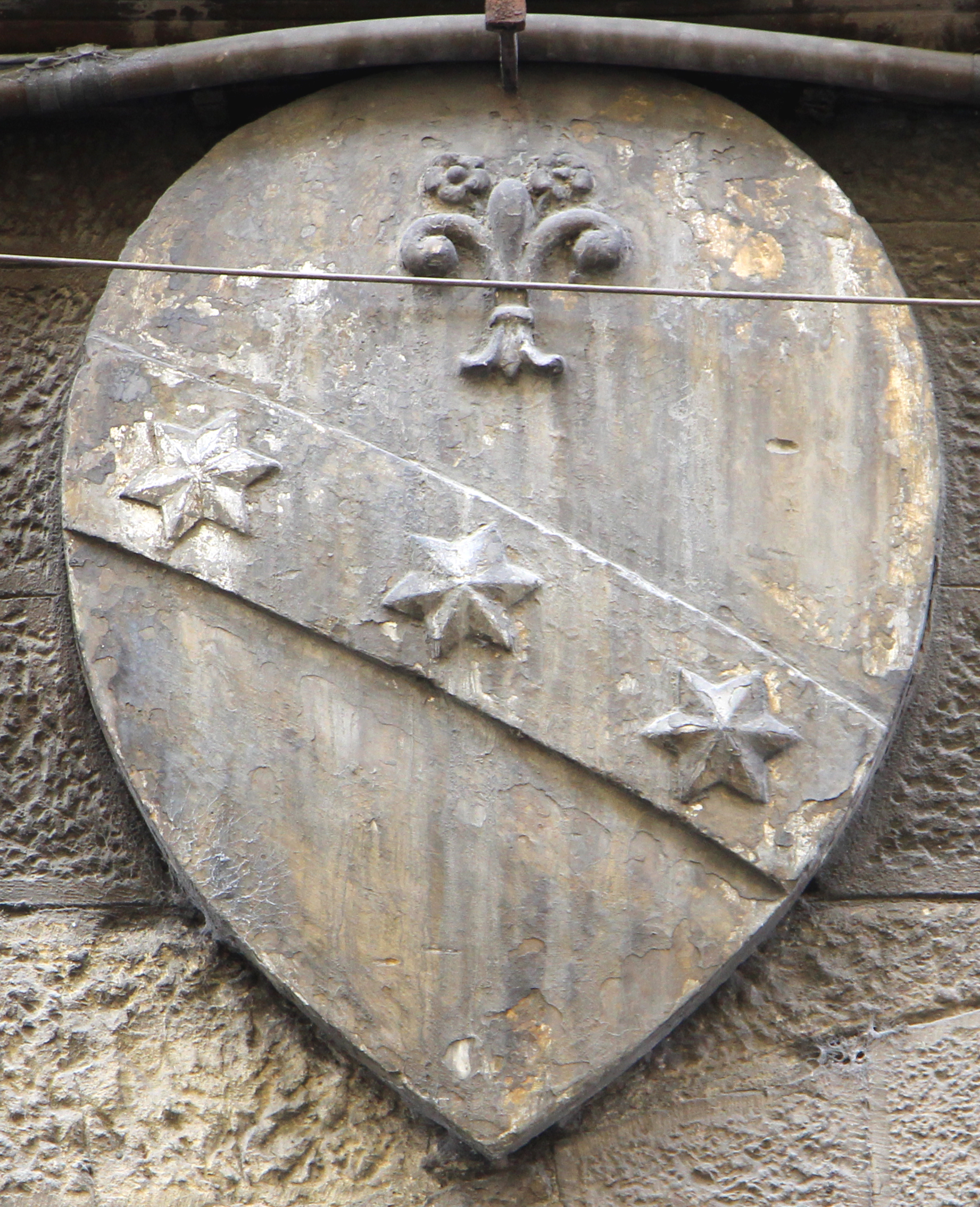
Stemma Ginori detto erroneamente Mannelli
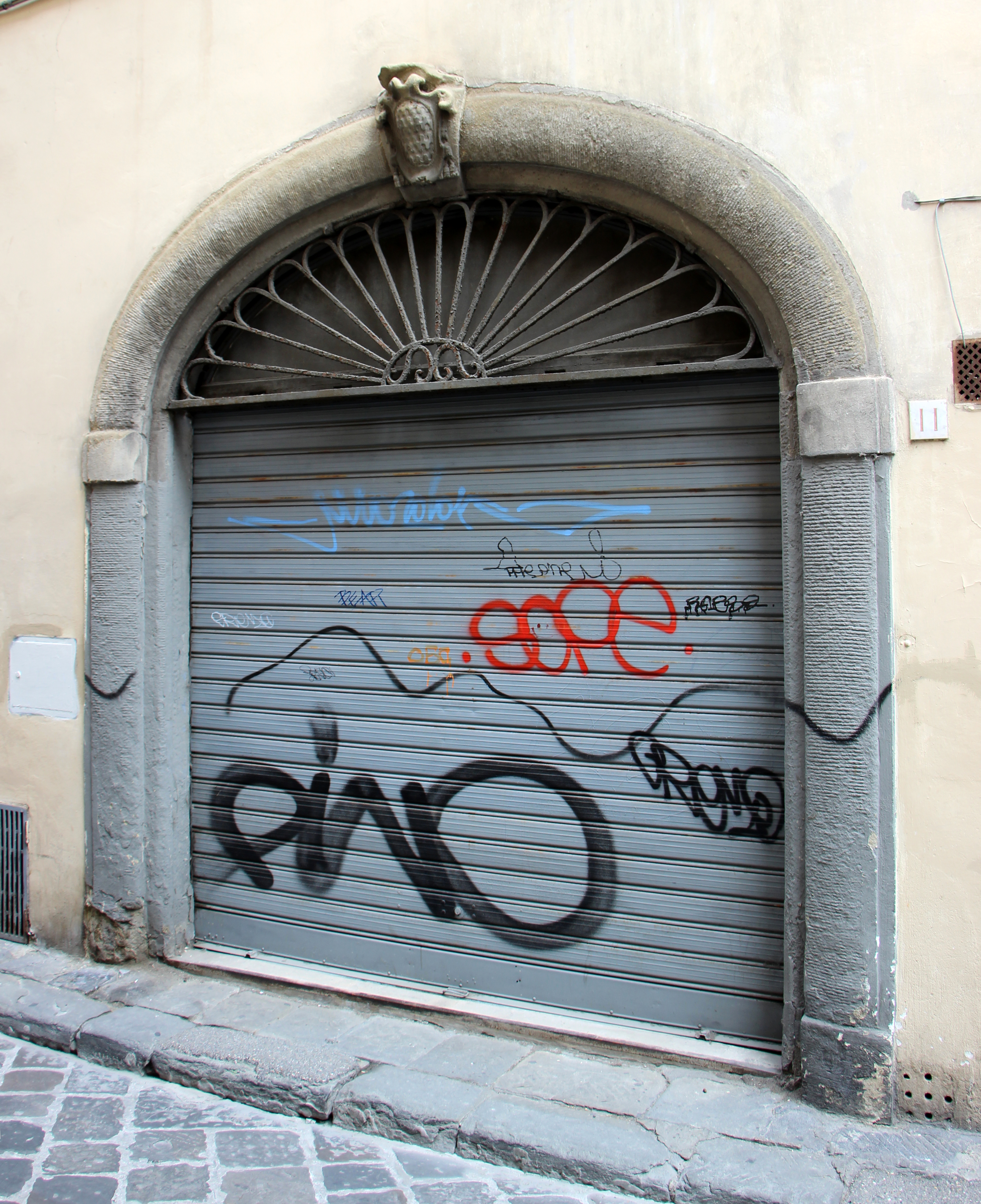
Rimessa con stemma Pitti in via del Presto di San Martino
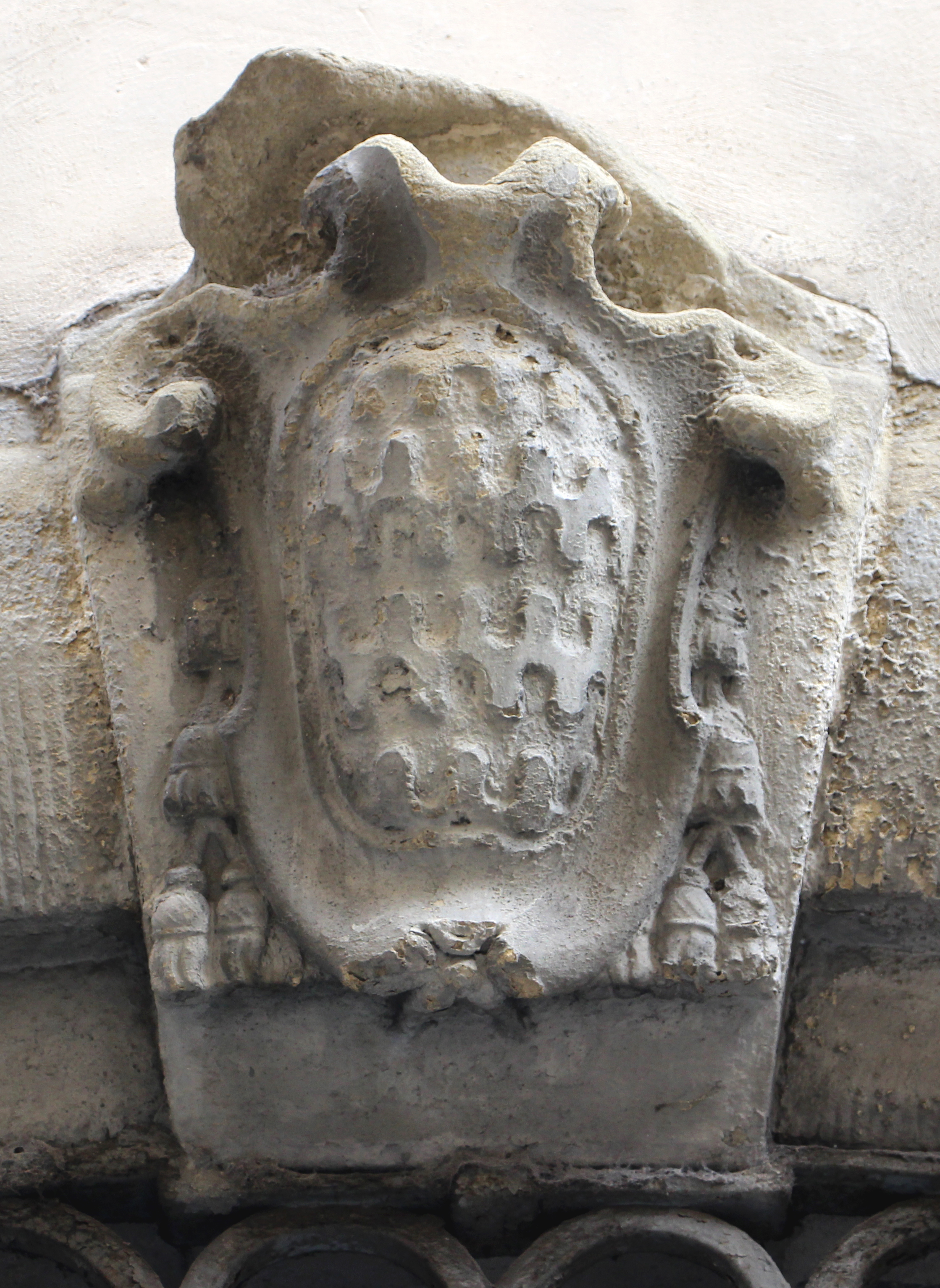
Stemma Pitti in via del Presto di San Martino